# Benyovszky Krisztián
Benyovszky Krisztián (Ipolyság, 1975. március 22. –) irodalomtörténész, irodalomkutató, egyetemi tanár. 

## Életpályája
1993–1998 között a nyitrai Konstantin Egyetem hallgatója volt. 1998-tól a nyitrai Konstantin Egyetemen tanít. 1999-től a Szlovák Irodalom Tanszék doktorandusza volt. 2001 óta a Sambucus Irodalomtudományi Társaság elnöke.
Kutatási területe a XX. századi magyar széppróza, Ottlik Géza munkássága, a detektívtörténet műfaji hagyománya, modern és posztmodern változatai, a szláv neostrukturalizmus.

## Művei
- Rácsmustra. Regényes olvasónapló Kaffka Margittól Bodor Ádámig (2001)
- Kor/szak/határok (2002; Keserű Józseffel)
- A jelek szerint. A detektívtörténet és közép-európai emléknyomai (Pozsony, 2003)
- Bevezetés a krimi olvasásába (Dunaszerdahely, 2007)
- Kriptománia: titok és elbeszélés (Pozsony, 2008)
- Lepipálva. Tanulmányok a krimiről (2009; H. Nagy Péterrel)
- Fosztogatás. Móricz-elemzések (Pozsony, 2010)
- Szövegek szeszélye (2010)
- A Morgue utcától a Baker Streetig - és tovább (2016)

## Díjai
- Madách Imre-díj (2001, 2011)
- Posonium Különdíj (2002)
- Móricz Zsigmond-ösztöndíj (2005)
- MTA Arany János Fiatal Kutatói Díj (2009)
- Madách-nívódíj (2009)
- Mestertanár Aranyérem (2021)[3]